# قلعه فو مانچو
قلعه فو مانچو (انگلیسی: The Castle of Fu Manchu) یک فیلم آلمانی به کارگردانی خسوس فرانکو است که در سال ۱۹۶۹ منتشر شد.

## بازیگران
- کریستوفر لی
- ریچارد گرین
- روزالبا نری
- ماریا پرشی
- خوزه مانوئل مارتین
- ورنر آبرولات
- تسای چین
- گوستاوو ری
- هاوارد ماریون-کرافورد
- گونتر اشتول
- هربرت فوکس